# Daniëlle van de Donk
Daniëlle van de Donk, RON (Valkenswaard, 1991. augusztus 5. –) Európa-bajnok és világbajnoki ezüstérmes holland női válogatott labdarúgó. A francia Olympique Lyon középpályása.

## Pályafutása

### Klubcsapatokban

#### Willem II
Az Eredivisie első szezonjában a Willem II együttesénél debütált. Négy szezonon keresztül szerepelt a Trikolorosoknál és egy ezüst-, valamint két bronzérmet szerzett a klubnál.

#### VVV-Venlo
2011-ben a VVV-Venlo gárdájához távozott és az itt töltött szezonja alatt 18 mérkőzésen 8 találatot szerzett, együttesével pedig bejutottak a holland kupa döntőjébe, azonban vereséget szenvedtek az ADO Den Haagtól.

#### PSV Eindhoven
Sikeres szezonját követően a PSV/FC Eindhovenhez került, akikkel már a KBVB és a KNVB által közösen szervezett Belga-Holland bajnokságban szerepelt. Daniëlle 66 mérkőzésen 36 alkalommal talált az ellenfelek kapujába és egy bajnoki bronzérmet szerzett az eindhoveni időszak alatt.

#### Kopparbergs/Göteborg
Remek teljesítményével felkeltette a Kopparbergs/Göteborg érdeklődését és felkínált szerződésüket elfogadván egy idényt a Damallsvenskanban töltött.

#### Arsenal
2015. november 20-án írt alá az Arsenalhoz, ahol 2016. május 14-én FA-kupa győzelmet ünnepelhetett társaival. Játéka meggyőzte az Arsenal vezetőit és szerződését október 7-én meghosszabbították.
A következő két szezonban harmadik helyen végzett az Ágyúsokkal a tabellán, majd a 2018–2019-es bajnokságban 11 góljával segítette csapatát a bajnoki címhez.
2019 márciusában Van de Donk új, hosszú távú szerződést írt alá az Arsenallal.

#### Olympique Lyon
A 2020–21-es idényt követően két évre kötelezte el magát az Olympique Lyon gárdájához.

### A válogatottban
2010. december 15-én mutatkozott be a válogatottban a são paulo-i Torneio Internacional versenysorozatában. Első találatát a Szerbia elleni 2013-as Eb-selejtező mérkőzésen szerezte.
Részt vett a 2013-as Európa-bajnokságon és a 2015-ös világbajnokságon.
A hazai rendezésű Európa-bajnokságon aranyérmet szerzett.
A 2019-es vb-n a döntőben veszítettek az Egyesült Államokkal szemben és ezüstérmet vehetett át csapattársaival egyetemben.

## Sikerei

### Klubcsapatokban
Holland kupadöntős (2):
- VVV-Venlo (1): 2012
- PSV Eindhoven (1): 2014

 Angol bajnok (1):
- Arsenal (1): 2018–19

 Angol kupagyőztes (1):
- Arsenal (1): 2016

 Angol ligakupa győztes (1):
- Arsenal (1): 2018

 Francia bajnok (1):
- Olympique Lyon (3): 2021–22, 2022–23, 2023–24

 Francia kupagyőztes (1):
- Olympique Lyon (1): 2023

 Francia szuperkupa győztes (2):
- Olympique Lyon (2): 2022, 2023

Bajnokok Ligája győztes (1):
- Olympique Lyon (1): 2021–22

### A válogatottban
Hollandia
- Európa-bajnok: 2017
- Világbajnoki ezüstérmes: 2019
- Algarve-kupa győztes (1): 2018
- Ciprus-kupa ezüstérmes: 2011[10]